# Torneo Nacional de Boxeo Playa Girón 2003
Das Torneo Nacional de Boxeo Playa Girón 2003 wurde vom 23. bis zum 30. Januar 2003 in Holguín ausgetragen und war die 42. Austragung der nationalen kubanischen Meisterschaften im Amateurboxen.

## Medaillengewinner
Die Meistertitel wurden in elf Gewichtsklassen vergeben.
| Gewichtsklasse                  | Gold                 | Silber               | Bronze              |
| ------------------------------- | -------------------- | -------------------- | ------------------- |
| Halbfliegengewicht (bis 48 kg)  | Yorman Rodríguez     | Yan Barthelemí       | Yosvelis Vargas     |
| Halbfliegengewicht (bis 48 kg)  | Yorman Rodríguez     | Yan Barthelemí       | Andry Laffita       |
| Fliegengewicht (bis 51 kg)      | Yuriorkis Gamboa     | Yosvany Acosta       | Kadel Luis Martínez |
| Fliegengewicht (bis 51 kg)      | Yuriorkis Gamboa     | Yosvany Acosta       | Yumaiki Aguilar     |
| Bantamgewicht (bis 54 kg)       | Guillermo Rigondeaux | Luis Franco Vázquez  | Eugenio Fonseca     |
| Bantamgewicht (bis 54 kg)       | Guillermo Rigondeaux | Luis Franco Vázquez  | Yankiel León        |
| Federgewicht (bis 57 kg)        | Yosvany Aguilera     | Yordenis Ugás        | Sander Rodríguez    |
| Federgewicht (bis 57 kg)        | Yosvany Aguilera     | Yordenis Ugás        | Lester Díaz         |
| Leichtgewicht (bis 60 kg)       | Mario Kindelán       | Raudel Sánchez       | Exer Rodríguez      |
| Leichtgewicht (bis 60 kg)       | Mario Kindelán       | Raudel Sánchez       | Rudinelson Hardy    |
| Halbweltergewicht (bis 64 kg)   | Inocente Fiss        | Diógenes Luna        | Wisney Aldazabal    |
| Halbweltergewicht (bis 64 kg)   | Inocente Fiss        | Diógenes Luna        | Armando Bouza       |
| Weltergewicht (bis 69 kg)       | Lorenzo Aragón       | Yudel Johnson        | Yoel Melgarejo      |
| Weltergewicht (bis 69 kg)       | Lorenzo Aragón       | Yudel Johnson        | Erislandy Lara      |
| Mittelgewicht (bis 75 kg)       | Yordanis Despaigne   | Yurisander Aguilar   | Sullivan Barrera    |
| Mittelgewicht (bis 75 kg)       | Yordanis Despaigne   | Yurisander Aguilar   | Eliecer Martínez    |
| Halbschwergewicht (bis 81 kg)   | Yohanson Martínez    | Yislan Barrera       | Vladimir Linares    |
| Halbschwergewicht (bis 81 kg)   | Yohanson Martínez    | Yislan Barrera       | Ismaikel Pérez      |
| Schwergewicht (bis 91 kg)       | Odlanier Solís       | Yoan Pablo Hernández | Yasmani Pérez       |
| Schwergewicht (bis 91 kg)       | Odlanier Solís       | Yoan Pablo Hernández | Noel Pérez          |
| Superschwergewicht (über 91 kg) | Pedro Carrión        | Michel López         | Franlin Lescay      |
| Superschwergewicht (über 91 kg) | Pedro Carrión        | Michel López         | Luis Ortiz          |